# Ламанон (мыс)
Ламанон (яп. 知來岬, Чирай-мисаки, досл. «мыс Чирай», от айнск. чираи, «сахалинский таймень») — мыс на западном берегу острова Сахалин. Назван в 1787 году французским мореплавателем Жаном-Франсуа де Лаперузом, руководителем первой европейской экспедиции, посетившей эти места, в честь участника экспедиции Робера де Ламанона — учёного-физика, ботаника и метеоролога.
Административно входит в Сахалинскую область России. Находится на юге Углегорского муниципального района.

## Описание
Мыс Ламанон находится южнее бухты Изыльметьева, близ устья реки Ичары. Представляет собой каменную террасу, вдающуюся в Татарский пролив, постоянно подвергающуюся действию морских волн. Имеет ниши и арку, сложен вулканическими горными породами. Здесь можно найти кристаллы кальцита, кварца и арагонита, увидеть вулканические бомбы.
По обе стороны от мыса, близ берегов расположены острова и мели, встречаются также подводные камни.

## Маяк

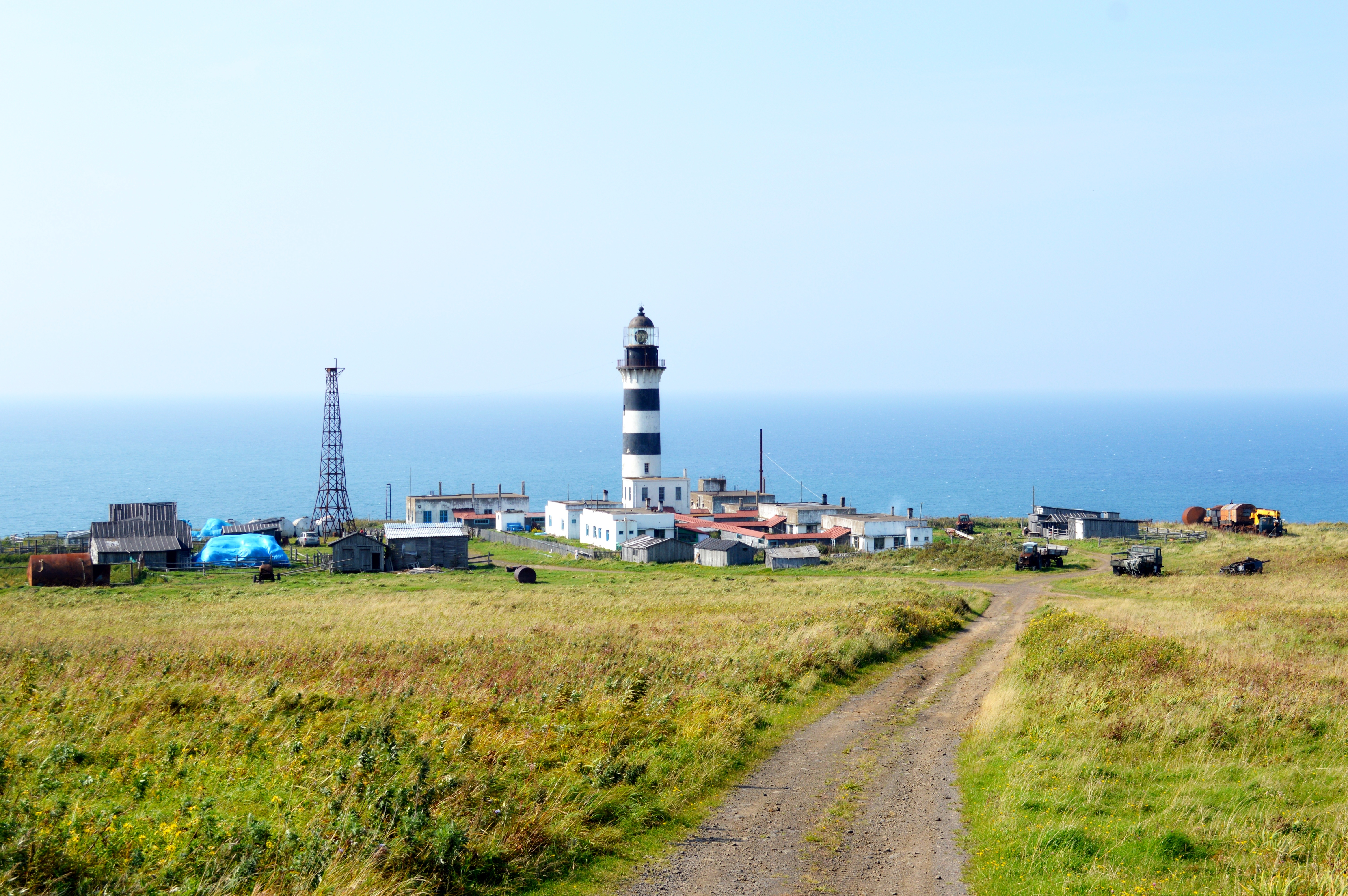
Маяк на мысе Ламанон, Углегорский район, Сахалин, Россия

Безымянный водопад вблизи мыса Ламанон

Одна из главных достопримечательностей мыса Ламанон является маяк, построенный японцами в 1924 году (по другим сведениям - в 1940 году), когда южная часть Сахалина была префектурой Карафуто, входившей в состав Японской империи.
Высота маяка от земли до светильника 23,6 м, до купольного флюгера на два метра выше. От уровня воды до фокуса светильника высота маяка почти 40 метров. Жилые и рабочие помещения соединены между собой переходами, что являлось стандартной схемой для этих мест, так как ветра здесь бывают очень сильные. Маяк представляет собой сооружение, рассчитанное на длительную автономность, имеет, в том числе, систему для сбора дождевой воды с целью использования для технических нужд: на крышах помещений маячного комплекса были устроены водосточные канавки, по которым вода, проходя через фильтры, собиралась в подземные бетонные ёмкости.
Обслуживают маяк 3-4 семьи, которые живут здесь постоянно. По существу, это последний населённый пункт Углегорского района, расположенный на побережье Татарского пролива. Южнее за ним уже только Красногорск, относящийся к Томаринскому городскому округу.

## Интересные факты
Из статьи «Ламанон» Энциклопедического словаря Брокгауза и Ефрона может следовать, что мыс Ламанон — то же, что и мыс Стукамбис (в статье ЭСБЕ второе название мыса Ламанон приведено в написании Стукамбес). На самом деле это два разных мыса, Стукамбис находится южнее Ламанона по побережью Татарского пролива.

## Мыс Ламанон в литературе
Красочное описание мыса Ламанон и маяка на нём дано в рассказе Анатолия Ткаченко «Мыс Раманон», входящий в одноимённый сборник рассказов:
Татарский пролив — старик, он из воды весь и с белой бородой. Мыс Раманон — тоже старик, только каменный и зеленые волосы (из травы) имеет. Третий — Маяк, белый, высокий и светит по ночам сильным прожекторным глазом.

 Старик Татарский пролив — шумливый, как пьяный мужик, и кидается всегда на старика Раманона. Бьет его кулаками и опутывает белой бородой. Старик Раманон ворчит, кряхтит и не сдается. Только в самом низу, где у него пещера, гремят и отрываются камни: это, наверно, выпадают его зубы. Дерутся эти два старика, чего они делят — никто не знает. Не знает и старик Маяк. Он все смотрит по ночам одним глазом, старается распознать что-то и никак не может и мигает пароходам, чтобы знали, что здесь дерутся два старика, и не подходили близко.
А бывает, тихие станут они. Старик Татарский пролив лижет разбитые щеки Раманона, вползает ему водой в пустой рот, булькает там, шуршит галькой, шепчет что-то, забавляет, наверно. Раманон дремлет, греет волосы свои зеленые (из травы) и про что-то думает. Тогда я прихожу на самый его лоб, смотрю вниз на водяного старика. Вижу бороду, рыжую (из водорослей), она шевелится, в ней плавают рыбки — старик позволяет. А как рассердится он — борода белеет, пенится и цепляется за камни. Лоб у Раманона теплый, другой старик смеется и ластится водой. Но я не верю. Не верит и Маяк. Белый, холодный (особенно внутри), он стоит один и не верит. Никто не верит...

Потому что скоро, на эту или на другую ночь, старик Татарский пролив сначала зашумит, заворчит, а потом набросится на каменного Раманона, будто вспомнит какую-то злость. А Маяк про себя улыбается — он-то всегда не верил — и смотрит на двух страшных стариков и, наверно, догадывается про что-то...» 